# Alchemilla roccatii
Alchemilla roccatii é uma espécie de rosácea do gênero Alchemilla, pertencente à família Rosaceae.